# Coppa del Re 2019 (pallacanestro maschile)
La Coppa del Re 2019  è l'83ª Coppa del Re di pallacanestro maschile.

## Squadre
Le squadre qualificate sono le prime sette classificate al termine del girone di andata della Liga ACB 2018-2019, più una squadra proveniente dalla Comunità Autonoma di Madrid. Siccome il Real Madrid era già presente tra le migliori sette, la seconda squadra meglio classificata dalla Comunità di Madrid, l'Estudiantes, ha partecipato come squadra ospitante. 
1. Barcelona Lassa
2. Real Madrid
3. Kirolbet Baskonia
4. Iberostar Tenerife

1. Unicaja Málaga
2. Valencia Basket
3. Divina Seguros Joventut
4. Movistar Estudiantes

## Tabellone
|  | Quarti di finale  | Quarti di finale  | Quarti di finale  |                   |                   | Semifinale        | Semifinale | Semifinale |  |  | Finale | Finale | Finale |  |
|  |                   |                   |                   |                   |                   |                   |            |            |  |  |        |        |        |  |
|  | Barcellona        | Barcellona        | 86                |                   |                   |                   |            |            |  |  |        |        |        |  |
|  | Barcellona        | Barcellona        | 86                |                   |                   |                   |            |            |  |  |        |        |        |  |
|  | Valencia          | Valencia          | 79                |                   |                   |                   |            |            |  |  |        |        |        |  |
|  | Valencia          | Valencia          | 79                |                   | Barcellona        | Barcellona        | 92         |            |  |  |        |        |        |  |
|  |                   |                   |                   |                   | Barcellona        | Barcellona        | 92         |            |  |  |        |        |        |  |
|  |                   |                   | Canarias Tenerife | Canarias Tenerife | 86                |                   |            |            |  |  |        |        |        |  |
|  | Canarias Tenerife | Canarias Tenerife | Canarias Tenerife | Canarias Tenerife | 86                | 88                |            |            |  |  |        |        |        |  |
|  | Canarias Tenerife | Canarias Tenerife |                   |                   |                   |                   |            |            |  |  |        |        |        |  |
|  | Málaga            | Málaga            | 78                |                   |                   |                   |            |            |  |  |        |        |        |  |
|  | Málaga            | Málaga            | 78                |                   | Barcellona        | Barcellona        | 94         |            |  |  |        |        |        |  |
|  |                   |                   |                   |                   |                   |                   |            |            |  |  |        |        |        |  |
|  |                   |                   | Real Madrid       | Real Madrid       | 93                |                   |            |            |  |  |        |        |        |  |
|  | Saski Baskonia    | Saski Baskonia    | Real Madrid       | Real Madrid       | 93                | 89                |            |            |  |  |        |        |        |  |
|  | Saski Baskonia    | Saski Baskonia    |                   |                   |                   |                   |            |            |  |  |        |        |        |  |
|  | Joventut Badalona | Joventut Badalona | 98                |                   |                   |                   |            |            |  |  |        |        |        |  |
|  | Joventut Badalona | Joventut Badalona | 98                |                   | Joventut Badalona | Joventut Badalona | 81         |            |  |  |        |        |        |  |
|  |                   |                   |                   |                   | Joventut Badalona | Joventut Badalona | 81         |            |  |  |        |        |        |  |
|  |                   |                   | Real Madrid       | Real Madrid       | 93                |                   |            |            |  |  |        |        |        |  |
|  | Real Madrid       | Real Madrid       | Real Madrid       | Real Madrid       | 93                | 94                |            |            |  |  |        |        |        |  |
|  | Real Madrid       | Real Madrid       |                   |                   |                   |                   |            |            |  |  |        |        |        |  |
|  | Estudiantes       | Estudiantes       | 63                |                   |                   |                   |            |            |  |  |        |        |        |  |

## Quarti di finale
| Arbitri: | Juan Carlos García González Emilio Pérez Pizarro Jordi Aliaga |

|                |            |                   |
| Iverson 19     | Punti      | 16 Milosavljević  |
| San Miguel 5   | Assist     | 2 Suárez, Wiltjer |
| Beirán 7       | Rimbalzi   | 7 Lessort         |
| Txus Vidorreta | Allenatori | Luis Casimiro     |

| Arbitri: | José Antonio Martín Bertrán Daniel Hierrezuelo Fernando Calatrava |

|                 |            |                 |
| Heurtel 17      | Punti      | 13 Dubljević    |
| Heurtel 4       | Assist     | 7 Vives         |
| Tomić 8         | Rimbalzi   | 5 Dubljević     |
| Svetislav Pešić | Allenatori | Jaume Ponsarnau |

| Arbitri: | Jiménez Trujillo Carlos Peruga Martín Caballero |

|                   |            |                 |
| Janning 18        | Punti      | 36 Laprovíttola |
| Vildoza 4         | Assist     | 7 Laprovíttola  |
| Poirier 8         | Rimbalzi   | 7 Todorović     |
| Velimir Perasović | Allenatori | Carles Durán    |

| Arbitri: | Miguel Ángel Pérez Pérez Antonio Conde Rafael Serrano |

|               |            |                      |
| Ayón, Deck 16 | Punti      | 12 Arteaga           |
| Campazzo 8    | Assist     | 4 Brizuela, Cook     |
| Tavares 14    | Rimbalzi   | 5 Arteaga            |
| Pablo Laso    | Allenatori | Josep Maria Berrocal |

## Semifinali
| Arbitri: | Emilio Pérez Pizarro Antonio Conde Carlos Peruga |

|                   |            |                |
| Ribas 14          | Punti      | 24 Abromaitis  |
| Heurtel, Pangos 3 | Assist     | 4 Beirán       |
| Séraphin, Tomić 4 | Rimbalzi   | 8 Iverson      |
| Svetislav Pešić   | Allenatori | Txus Vidorreta |

| Arbitri: | Daniel Hierrezuelo Jiménez Trujillo Fernando Calatrava |

|                    |            |                |
| Ayón, Campazzo 16  | Punti      | 20 Morgan      |
| Fernández, Llull 3 | Assist     | 7 Laprovíttola |
| Ayón 9             | Rimbalzi   | 6 Harangody    |
| Pablo Laso         | Allenatori | Carles Durán   |

## Finale
| Arbitri: | Juan Carlos García González Miguel Ángel Pérez Pérez Jiménez Trujillo |

| |            | |
| Campazzo 19 | Punti      | 22 Heurtel |
| Ayón, Campazzo 5 | Assist     | 6 Heurtel |
| Ayón 8 | Rimbalzi   | 9 Singleton |
| 1 Causeur• 3 Randolph• 7 Campazzo• 14 Ayón• 24 Deck 5 Fernández• 9 Reyes• 20 Carroll• 22 Tavares• 23 Llull• 25 Prepelič• 44 Taylor | Formazioni | 3 Pangos• 5 Ribas• 6 Singleton• 30 Claver• 44 Tomić 1 Séraphin• 8 Hanga• 9 Blažič• 10 Šmits• 13 Heurtel• 18 Oriola• 24 Kuric |
| Pablo Laso | Allenatori | Svetislav Pešić |